# Condado de Campbell (Virgínia)
O Condado de Campbell é um dos 95 condados do Estado americano de Virgínia. A sede do condado é Rustburg, e sua maior cidade é Rustburg. O condado possui uma área de 1 314 km² (dos quais 7 km² estão cobertos por água), uma população de 51 078 habitantes, e uma densidade populacional de 7 hab/km² (segundo o censo nacional de 2000). O condado foi fundado em 1782.